# Gran Premi d'Alemanya del 1979
Resultats del Gran Premi d'Alemanya de Fórmula 1 de la temporada 1979, disputat al circuit de Hockenheimring el 29 de juliol del 1979.

## Resultats
| Pos | No | Pilot                 | Equip                | Voltes | Temps/ Retirada | Pos. de sortida | Punts |
| --- | -- | --------------------- | -------------------- | ------ | --------------- | --------------- | ----- |
| 1   | 27 | Alan Jones            | Williams - Ford      | 45     | 1h 24' 48. 83   | 2               | 9     |
| 2   | 28 | Clay Regazzoni        | Williams - Ford      | 45     | + 2.91 s        | 6               | 6     |
| 3   | 26 | Jacques Laffite       | Ligier - Ford        | 45     | + 18.39 s       | 3               | 4     |
| 4   | 11 | Jody Scheckter        | Ferrari              | 45     | + 31.20 s       | 5               | 3     |
| 5   | 7  | John Watson           | McLaren - Ford       | 45     | + 1' 37.80 min. | 12              | 2     |
| 6   | 30 | Jochen Mass           | Arrows - Ford        | 44     | + 1 Volta       | 18              | 1     |
| 7   | 4  | Geoff Lees            | Tyrrell - Ford       | 44     | + 1 Volta       | 16              |       |
| 8   | 12 | Gilles Villeneuve     | Ferrari              | 44     | + 1 Volta       | 9               |       |
| 9   | 3  | Didier Pironi         | Tyrrell - Ford       | 44     | + 1 Volta       | 8               |       |
| 10  | 17 | Jan Lammers           | Shadow - Ford        | 44     | + 1 Volta       | 20              |       |
| 11  | 18 | Elio de Angelis       | Shadow - Ford        | 43     | + 2 Voltes      | 21              |       |
| 12  | 6  | Nelson Piquet         | Brabham - Alfa Romeo | 42     | Motor           | 4               |       |
| Ret | 29 | Riccardo Patrese      | Arrows - Ford        | 34     | Pneumàtics      | 19              |       |
| Ret | 8  | Patrick Tambay        | McLaren - Ford       | 30     | Suspensions     | 15              |       |
| Ret | 20 | Keke Rosberg          | Wolf - Ford          | 29     | Motor           | 17              |       |
| Ret | 5  | Niki Lauda            | Brabham - Alfa Romeo | 27     | Motor           | 7               |       |
| Ret | 25 | Jacky Ickx            | Ligier - Ford        | 24     | Pneumàtics      | 14              |       |
| Ret | 31 | Hector Rebaque        | Lotus - Ford         | 22     | Direcció        | 24              |       |
| Ret | 1  | Mario Andretti        | Lotus - Ford         | 16     | Transmissió     | 11              |       |
| Ret | 16 | René Arnoux           | Renault              | 9      | Pneumàtics      | 10              |       |
| Ret | 15 | Jean Pierre Jabouille | Renault              | 7      | Virolla         | 1               |       |
| Ret | 14 | Emerson Fittipaldi    | Fittipaldi - Ford    | 4      | Part elèctrica  | 22              |       |
| Ret | 2  | Carlos Reutemann      | Lotus - Ford         | 1      | Accident        | 13              |       |
| Ret | 9  | Hans Joachim Stuck    | ATS - Ford           | 0      | Suspensions     | 23              |       |
| NVQ | 22 | Patrick Gaillard      | Ensign - Ford        |        |                 |                 |       |
| NVQ | 24 | Arturo Merzario       | Merzario - Ford      |        |                 |                 |       |

## Altres
- Pole: Jean Pierre Jabouille 1' 48. 48

- Volta ràpida: Gilles Villeneuve 1' 51. 89 (a la volta 40)